# Санчес, Моника
Моника Санчес (исп. Monika Sanchez) (3 декабря 1969, Мехико, Мексика) — мексиканская актриса театра и кино.

## Биография
Родилась 3 декабря 1969 года в Мехико в семье дипломата, который кроме родного испанского языка обучал маленькую дочку английскому и итальянскому языку, и та в совершенстве полностью овладела и ими, что ей дало шанс сниматься также за пределами Мексики, но она предпочла сниматься только у себя на родине, также в США. С ранних лет обучалась танцам, театральному искусству и модельному бизнесу. Несколько лет жила в Майами, она там снималась в фильмах, параллельно с этим работала продавщицей модного бутика в престижном универмаге Neiman Marcus, кроме того работала продавщицей в модных бутиках различных коммерческих магазинов в Латинской Америки и США. По возвращении в Мехико, она решила стать актрисой. Всего снялась в 30 работах в кино и телесериалах. Моника Санчес начала свои выступления в амплуа злодейки, но ближе к концу 1990-х годов в её карьере стали появляться положительные роли, но зрители назвали актрису «почитаемой злодейкой» в Мексике, подтверждение этому является премия TVyNovelas, когда она в 2000 году получила премию в номинации «Лучшая злодейка», в 2005 году она была номинирована на эту же премию в номинации «Лучшая отрицательная роль», но победить не смогла. Самыми популярными работами в карьере актрисы можно отнести следующие телесериалы: Перекрёстки, Алондра, Узы любви, Ад в маленьком городке и Страсти по Саломее. Моника Санчес считается одной из самых красивейших и талантливых актрис Мексики. В 2014 году она снималась в мексиканском телесериале в привычном амплуа злодейки.

## Личная жизнь
- 26 июня 2010 года вышла замуж за бизнесмена Отто Сеихаса и подарила супругу одного ребёнка.

## Фильмография

### Мексика

#### Телесериалы

##### Свыше 2-х сезонов
- 1985-2007 — Женщина, случаи из реальной жизни (17 сезонов; снималась с 1997 по 2006 год).
- 2008-н. в. — Женщины-убийцы (3 сезона) — Ева Карденас.
- 2011-н. в. — Как говорится (6 сезонов) — Росе.

##### Televisa
- 1992 — Ангелы без рая
- 1993 — Дикое сердце — Роса.
- 1993 — В поисках рая
- 1994 — Перекрёстки — Лусия.
- 1995 — Алондра — Энрикьета.
- 1996 — Ты и я — Марта.
- 1996 — Узы любви — Диана.
- 1997 — Ад в маленьком городке — Индалесия.
- 1998 — Анхела — Елена.
- 1999 — Дневник Даниэлы —
- 1999-2000 — Лабиринты страсти — Надия Роман.
- 2001 — Дизайнеры обоего пола — Палома.
- 2001-02 — Страсти по Саломее — Анхела Дуваль де Монтесино.
- 2002 — Другая — Рехина Саласар.
- 2004-05 — Ставка на любовь — Ева Флорес.
- 2006-07 — Любовь без границы — Сильвана Ломбардо.
- 2007-08 — К чёрту красавчиков — Росарио Рамос.
- 2012-н. в. — Настоящая любовь — Кристина Корона де Арриаха.
- 2013 — Свободны, чтобы любить
- 2014 — Кошка — Хисела.
- 2016 — Трижды Ана — Вирдиана.

#### Фильмы
- 2003 — Лусия, Лусия — актриса.

### США

#### Сериалы

##### Свыше 2-х сезонов
- 1984-1990 — Полиция Майами: Отдел нравов (5 сезонов)

#### Фильмы
- 1986 — Долговая яма («Прорва»)

## Театральные работы
- Женщины перед зеркалом
- Знаки зодиака
- Крылья рыбы
- Моя пятая любовь
- Цена славы

## Награды и премии
- Premio Mar Cruz Oliver, Premio Revelacion Juvenil, Revelacion femenina por la Asociacion teatral de periodistas.